# Nordicism

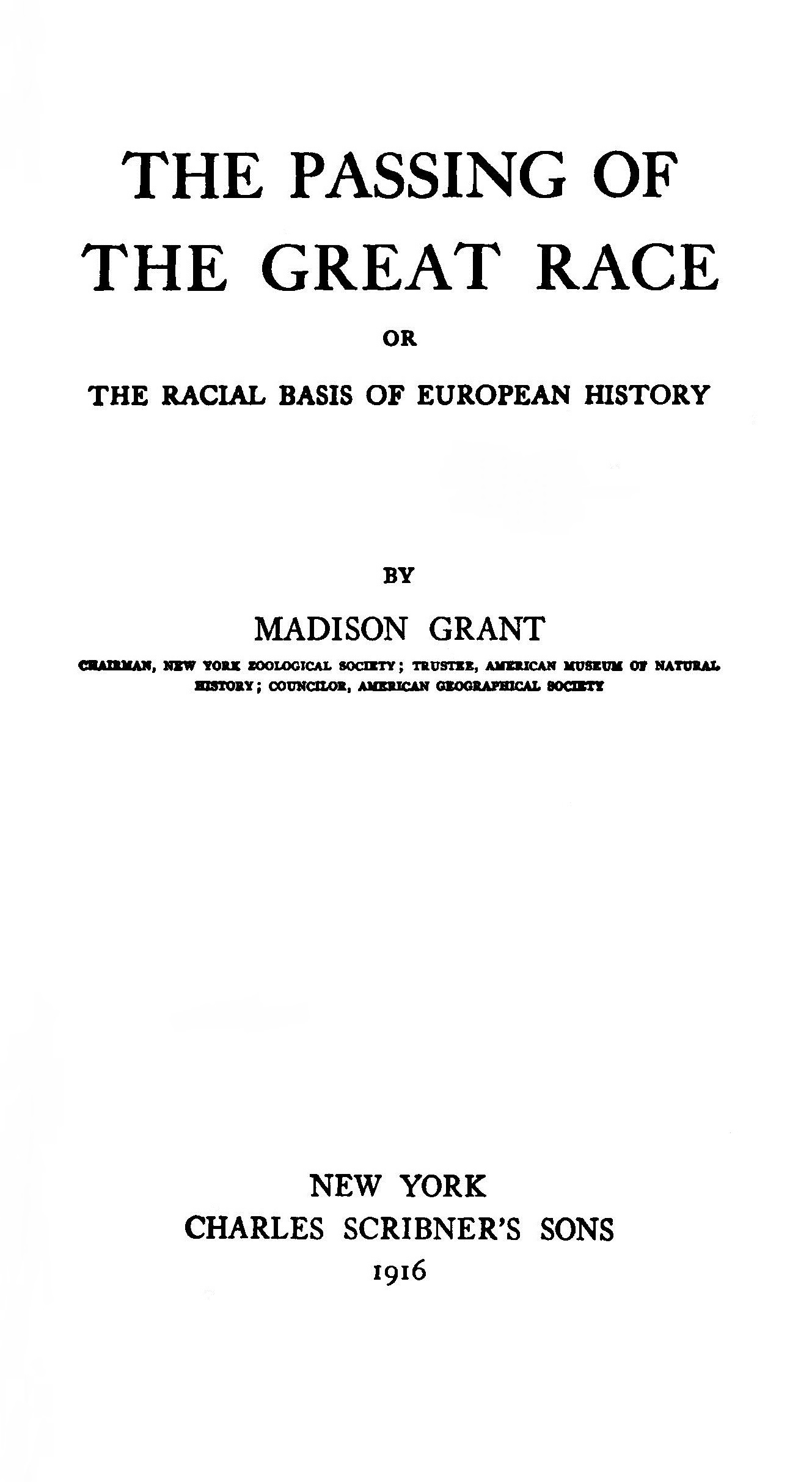
Pagina de titlu a primei ediții a lucrării de.

Nordicismul este o ideologie rasistă conform căreia „rasa nordică⁠(d)” reprezintă un grup rasial superior, uneori considerat a fi pe cale de dispariție. Lucrările care promovează această ideologie includ The Passing of the Great Race⁠(d) (1916) de Madison Grant⁠(d), An Essay on the Inequality of the Human Races⁠(d) (1853) de Arthur de Gobineau⁠(d), The Foundations of the Nineteenth Century⁠(d) (1899) de Houston Stewart Chamberlain și într-o oarecare măsură The Races of Europe⁠(d) (1899) de William Z. Ripley⁠(d). Ideologia a devenit populară spre finalul secolului XIX și în secolul XX în Europa germanică, nord-vestică⁠(d),  nordică și centrală, precum și în America de Nord și Australia.
Ideea unui fenotip nordic superior în raport cu celelalte a apărut sub denumirea de„teutonicism” în Germania, „anglo-saxonism” în Anglia și Statele Unite, respectiv „francism” în nordul Franței. Noțiunea de superioritate a „rasei nordice” și a statelor europene nord-vestice⁠(d) care erau asociate cu aceasta au influențat legea imigrației din 1924 din Statele Unite (care a interzis sau limitat sever imigrația italienilor, evreilor și a cetățenilor țărilor din sudul și estul Europei) și mai târziu legea imigrației din 1952⁠(d). De asemenea, aceasta a fost prezentă și în alte țări precum Australia, Canada și Africa de Sud. În anii 1930, naziștii au susținut că rasa nordică era partea superioară a „rasei ariene” și reprezenta o rasă superioară (Herrenvolk).